# Colombaia
Colombaia ist der Name einer kleinen Felseninsel vor der Hafeneinfahrt der sizilianischen Stadt Trapani. Bereits in antiker Zeit wurde die Insel zum Schutz des Hafens bebaut, die heute darauf befindliche, 32 Meter hohe Torre Peliade oder Torre Colombaia (mit Anbauten auch Castello Colombaia) ist eine der Sehenswürdigkeiten der Stadt.

## Lage und Geologie
Die Insel erstreckt sich über knapp 700 Meter in westöstlicher Richtung, ist rund 60 Meter breit und erhebt sich auf bis zu 3,50 Meter s. l. m. Zum Schutz des Hafens erstreckt sich an ihrem Ostende eine 700 Meter lange Mole in südliche Richtung, eine knapp 300 Meter lange, kleinere Mole riegelt die Durchfahrt zwischen Insel und der westlichen Landspitze Trapanis ab. Die kürzeste Entfernung zum heute mit dem Festland verbundenen Inselchen Sant’Antonio beträgt am östlichen Rand Colombaias etwa 200 Meter, westlich schließt sich nach rund 30 Metern das kleine Felseneiland Scoglio Palumbo an, das heute einen Leuchtturm trägt.
Die Insel besteht aus biogenem Kalkstein, in dem sich Reste zahlreicher Fossilien wie Muscheln, Echiniten, Nummuliten, Algen, Korallen, Miogypsinen und Assilinen finden.

## Geschichte

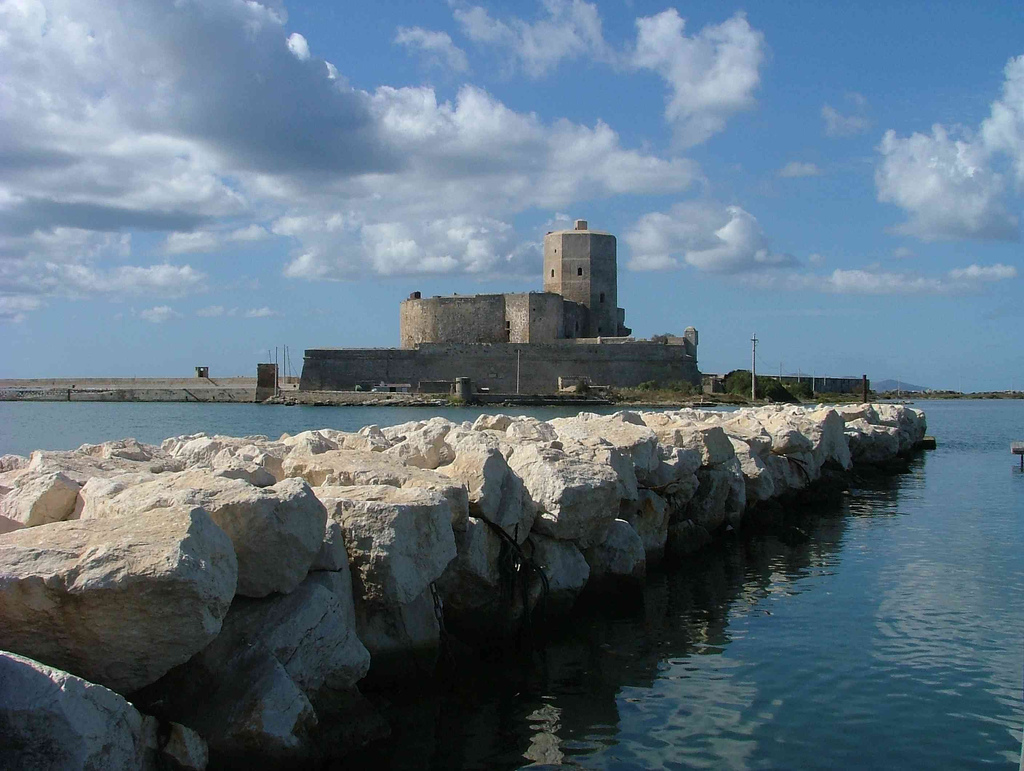
Ansicht des Kastells von Osten

Die Insel war bereits in der Antike von erheblicher strategischer Bedeutung. Einer Legende nach sollen flüchtende Trojaner die erste Befestigung auf der Insel errichtet haben (das Grab Anchises’ wurde einige Kilometer weiter nördlich an der Küste vermutet). Als wahrscheinlicher gilt eine Festung der Karthager, die mutmaßlich auf Befehl Hamilkar Barkas’ während des Ersten Punischen Krieges erbaut wurde. Der antike Name der Insel war Pelias.
Für die Römer eroberte der Konsul Numerius Fabius Buteo die Insel und Trapani während einer einzigen Nacht. Während der Zeit des römischen Reichs büßte die Befestigung ihre Funktion ein und verfiel. Nach den in ihr hausenden Tauben (ital. colomba), die nach einem französischen Bericht auf dem Flug nach Afrika hier Rast machten und möglicherweise als heilige Tiere der Venus von Erice verehrt wurden, stammt der heutige Name der Insel.
Für die nächsten Jahrhunderte ist nichts über die Insel bekannt. Als sicher gilt, dass die Araber während ihrer Herrschaft wieder eine Befestigungsanlage auf dem Felsen errichteten. Der achteckige, 32 Meter hohe Turm stammt vermutlich aus dieser Zeit. Er ist vierstöckig, wobei der ursprüngliche Eingang im zweiten Geschoss lag, während das darunter befindliche als Zisterne genutzt wurde.
Im Jahr 1360 wurde die spätere sizilianische Königin Konstanze auf dem Weg zu ihrer Hochzeit mit Friedrich III. drei Tage lang auf der Insel festgehalten, da Graf Guido von Ventimiglia fürchtete, ihretwegen werde er die Kontrolle über die Präfektur Trapani verlieren.

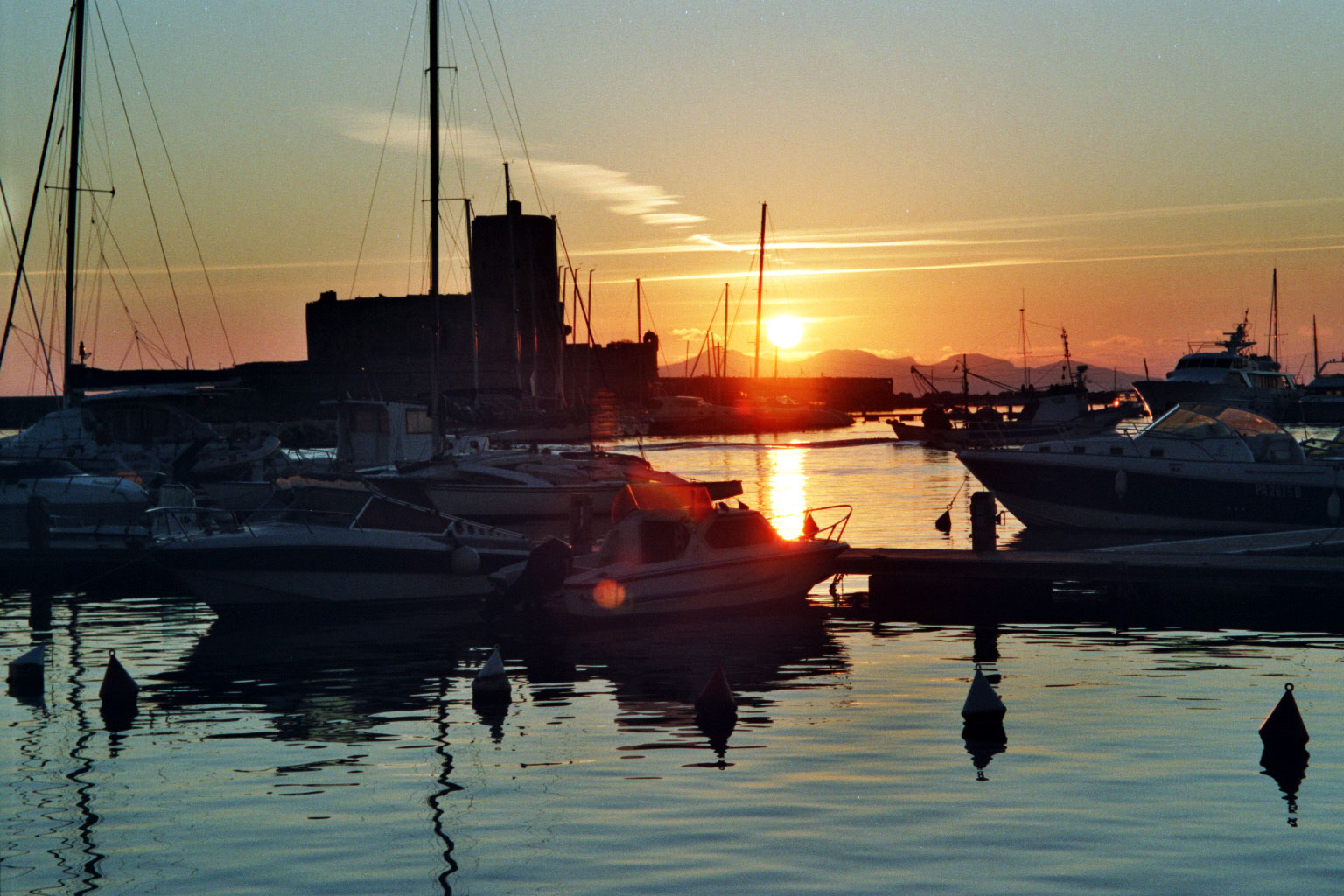
Colombaia bei Sonnenuntergang, im Hintergrund Favignana

König Martin I. ließ zur Ankunft seiner Braut, Maria von Sizilien, einen Landungssteg errichten, ab 1408 wurde unter seiner Herrschaft das Kastell erweitert. Weitere Umbauten ließ Ferrante I. Gonzaga im Auftrag Karls V. vornehmen. Das nötige Geld für eine der damaligen Verteidigungstechnik angemessene Erweiterung des Kastells wie der übrigen Befestigung Trapanis floss jedoch nur zögernd, mehrere Eingaben des Piratenüberfälle fürchtenden Rats der Stadt an den sizilianischen Vizekönig waren erforderlich, bis Geld für den Ausbau bewilligt wurde. Mitte des 16. Jahrhunderts wurde Trapani Versorgungsbasis für die spanisch-süditalienischen Garnisonen, was weitere Erweiterungen der Festungsanlagen erforderte: 1586 wurde nach Plänen des Militärarchitekten Camillo Camilliani ein weiterer Umbau durchgeführt, ein letzter erfolgte um 1670 für den sizilianischen Vizekönig Don Claudio Lamoraldo, Fürst Ligné. Eine in Stein gehauene lateinische Inschrift bezeugt diese letzte Erweiterung. Ab 1821 diente das Kastell als Gefängnis, zwischen 1849 und 1860 saßen einige Anhänger des Risorgimento hier ein, unter ihnen Michele Fardella di Mokarta. Von 1855 bis zum Beginn des 20. Jahrhunderts wurde der Turm des Kastells als Leuchtturm genutzt.
1965 wurden Insel und Kastell gänzlich verlassen und dem Verfall preisgegeben, 1993 wurden sie unter den Architekten Filippo Terranova und Giovanni Vultaggio restauriert. Über eine Wiedernutzung des Gebäudes als Museum wird diskutiert, derzeit ist es jedoch nicht für den Publikumsverkehr geöffnet.